# Elliott Lieb
Elliott Hershel Lieb (Boston, 31 de julho de 1932) é um físico matemático estadunidense.
É professor de matemática e física na Universidade de Princeton, especialista em mecânica estatística, física da matéria condensada e análise funcional. Seu trabalho científico concentra-se em particular em mecânica quântica, problema dos três corpos, estabilidade da matéria, estrutura atômica, teoria do magnetismo e modelo de Hubbard.
Foi duas vezes presidente da Associação Internacional de Física Matemática (1982–1984 e 1997–1999).

## Publicações selecionadas
- Lieb, Elliott H.; Loss, Michael. Analysis. Graduate Studies in Mathematics, 14. American Mathematical Society, Providence, RI, 1997. xviii+278 pp. ISBN 0-8218-0632-7
- Lieb, Elliott H. The Stability of Matter: From Atoms to Stars. Selecta of Elliott H. Lieb. Edited by W. Thirring, with a preface by F. Dyson. Springer-Verlag, Berlin, 2005. xv+932 pp. ISBN 3-540-22212-X
- Lieb, Elliott H. Inequalities. Selecta of Elliott H. Lieb. Edited, with a preface and commentaries, by M. Loss and M. B. Ruskai. Springer-Verlag, Berlin, 2002. xi+711 pp. ISBN 3-540-43021-0
- Lieb, Elliott H. Statistical mechanics. Selecta of Elliott H. Lieb. Edited, with a preface and commentaries, by B. Nachtergaele, J. P. Solovej and J. Yngvason. Springer-Verlag, Berlin, 2004. x+505 pp. ISBN 3-540-22297-9
- Lieb, Elliott H. Condensed matter physics and exactly soluble models. Selecta of Elliott H. Lieb. Edited by B. Nachtergaele, J. P. Solovej and J. Yngvason. Springer-Verlag, Berlin, 2004. x+675 pp. ISBN 3-540-22298-7
- Lieb, Elliott H.; Seiringer, Robert; Solovej, Jan Philip; Yngvason, Jakob. The mathematics of the Bose gas and its condensation. Oberwolfach Seminars, 34. Birkhäuser Verlag, Basel, 2005. viii+203 pp. ISBN 978-3-7643-7336-8; 3-7643-7336-9